# Dave Tomlin
David „Dave“ Tomlin (* 1934; † 2. November 2024) war ein britischer Musiker (Saxophone, Geige, auch Klarinette, Flöte).

## Leben und Wirken
Tomlin arbeitete ab den späten 1950er-Jahren in der englischen Jazzszene; erste Aufnahmen entstanden 1959, als er in London in der Band des Trompeters Bob Wallis spielte (Ravin’ Sounds). Ab den frühen 1960er-Jahren war er (mit Jon Hiseman und Tony Reeves) als Sopransaxophonist Mitglied der Band des Pianisten Mike Taylor, zu hören auf dessen Alben Pendulum (EMI/Columbia, 1966) und Mandala. Weiterhin gehörte er dem Clive Burrows Orchestra an. Im Bereich des Jazz war er laut Tom Lord zwischen 1959 und 1965 an sechs Aufnahmesessions beteiligt.
Mit dem Schlagzeuger Glen Sweeney gründete Tomlin die Avantgarde-Gruppe The Giant Sun Trolley (1966–67), eine der Stammbands des UFO Clubs. In den 1980er-Jahren spielte er noch in den Fusion/Progrock-Bands Hazchem und High Tide. Daneben betätigte sich Tomlin als Lyriker und Liedtexter. 2017 legte das Buch Tales from the Embassy: Communiqués from the Guild of Transcultural Studies, 1976-1991 (MIT Press, London) vor.